# Phare d'Alte Weser
Le phare d'Alte Weser (en allemand : Alte Weser Leuchtturm) est un phare actif situé dans l'embouchre de la Weser (Basse-Saxe), en Allemagne. Il est géré par la WSV de Bremerhaven 

## Histoire
Le phare d'Alte Weser  a été construit entre 1961 et 1964 sur un banc de sable. Il a remplacé le phare de Roter Sand le 1er septembre 1964. Il est construit sur un banc à environ 11 m en dessus du niveau moyen de la mer. Il n'est visible que de l'île de Wangerooge. Il est situé à environ 3 km au nord-est de Roter Sand.

## Description
Le phare  est une tour cylindrique en acier sur un socle de béton de 38 m de haut, avec double galerie et lanterne. La tour possède deux étages de locaux divers. La tour est peinte en rouge avec deux bandes blanches, la lanterne est verte. Utilisant une lampe au xénon de 2,000 W, il émet un feu continu tricolore (blanc, rouge et vert) à une hauteur focale de 33 m émettant sur douze secteurs différents.
Sa portée est de 23 milles nautiques (environ 43 km) pour le feu blanc, 19 milles nautiques (environ 35 km) pour le feu rouge et 18 milles nautiques (environ 33 km) pour le feu vert.
Manquant de visibilité, il est équipé d'une corne de brume émettant par période de 60 secondes, les lettres AL en Code Morse international. Il possède aussi diverses antennes directionnelles et un radar de signalisation d'approche, ainsi qu'un Système d'identification automatique pour la navigation maritime et d'un radar Racon.
Identifiant : ARLHS : FED-001 - Amirauté : B1188 - NGA : 10308 .
|                       |
| Position d'Alte Weser |

|          |
| Le phare |

### Lien connexe
- Liste des phares en Allemagne